# NGC 4941
NGC 4941 este o galaxie seyfert de tip 2⁠(d) situată în constelația Fecioara. A fost descoperită în 24 aprilie 1784 de către William Herschel. Se află la o distanță de 21,2 de megaparseci de Pământ.